# Long Xuyen

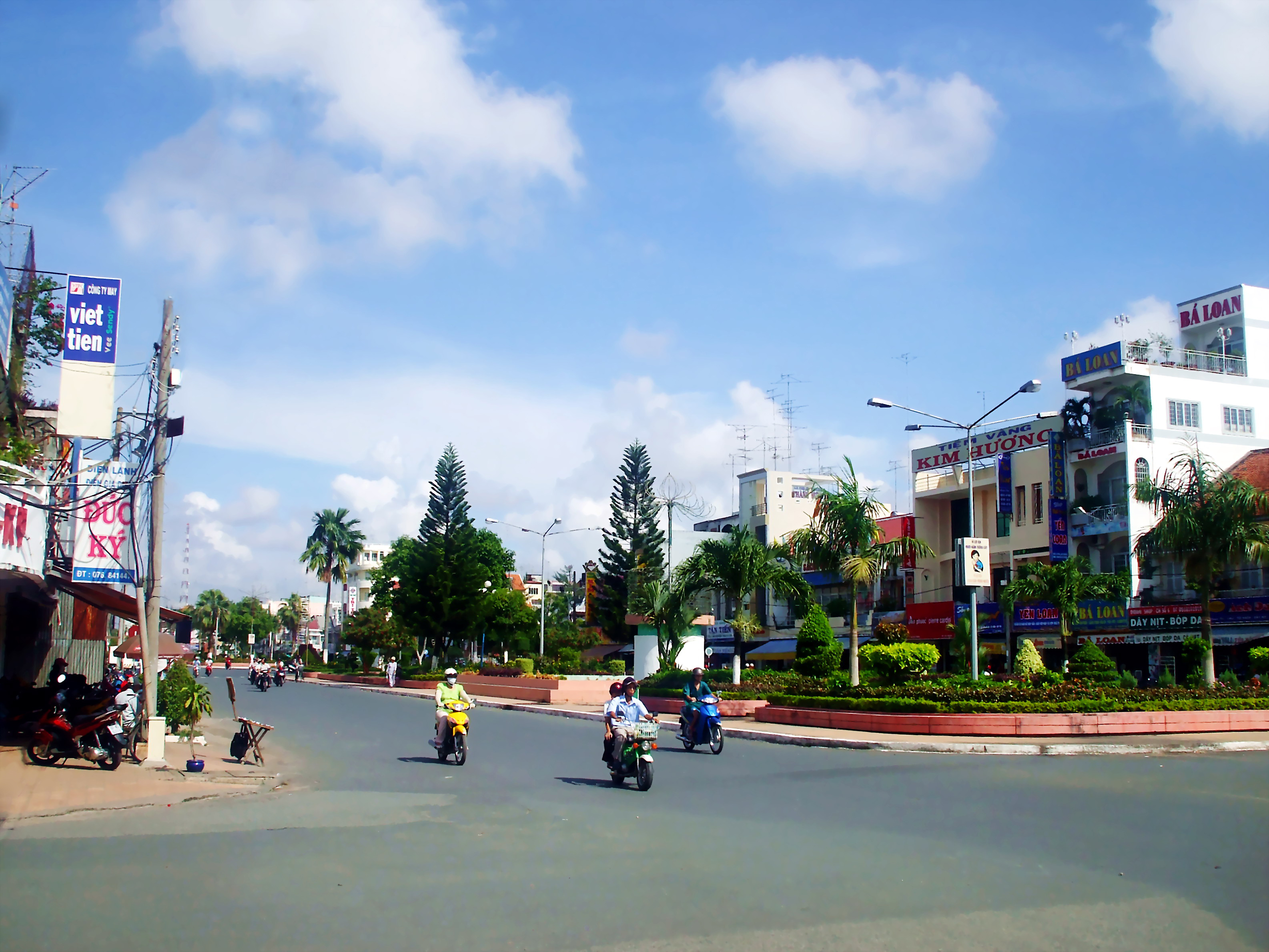
Carrer de Long Xuyên

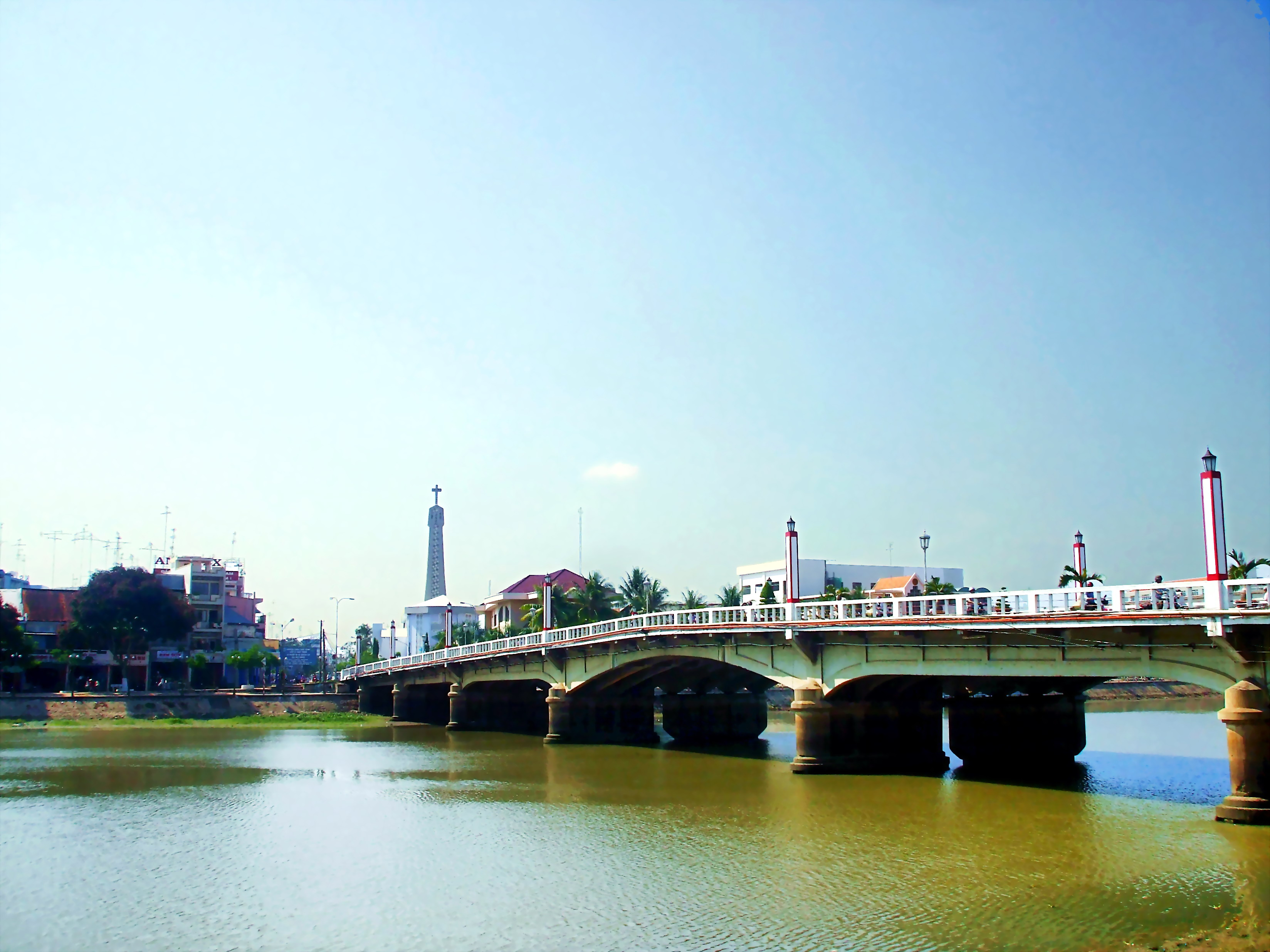
el riu Bassac al seu pas per la ciutat

Long Xuyên és una ciutat del Vietnam, capital de la província d'An Giang, situada al delta del Mekong.
Amb una població propera als 300000 habitants (cens del 2007) ocupa una àrea de 130 km².
És el centre de la populosa zona que s'estén al SW del braç del riu anomenat Bassac. És port fluvial i la seva economia es basa en el comerç de peix i el d'arròs.